# コチャン (ポロヴェツ族)
コチャン（コチャン・ストエヴィチ、ロシア語: Котян (Котян Сутоевич)）、またはケテニュ（ハンガリー語: Kötöny、? - 1240年頃）は、モンゴルのルーシ侵攻に際し、ルーシ・ポロヴェツ連合をなしたポロヴェツ族のハンである。

## 生涯
コチャンは他のポロヴェツ族のハンと同様に、ルーシ諸公の闘争に干渉した。コチャンの娘の一人（聖名マリヤ）はルーシの公のムスチスラフ・ムスチスラヴィチに嫁いでいる。1205年、ガーリチ公ロマンの死後にガーリチ公国で戦ったが敗れ、かろうじて捕縛されるのを逃れた。
1223年、モンゴル帝国軍がポロヴェツ族の地を侵略した後、コチャンは義理の息子でガーリチ公となっていたムスチスラフの元に行くと、ムスチスラフをはじめとするルーシ諸公に、モンゴル軍に対する援軍を求めた。ルーシの諸公は援軍を承諾し、ルーシ・ポロヴェツ連合軍はカルカ河畔の戦いへと臨んだが、結果は敗北に終わった。
1237年早春、モンゴル軍は再びポロヴェツ族に攻撃を加えた。ラシードゥッディーンの記述によれば、3度目となる1238年の攻撃は、ポロヴェツ族にとって決定的な敗戦となった。ポロヴェツ族のうち降伏した人々と土地は、後のジョチ・ウルスに組み込まれた。コチャンは4万人の同族と共にハンガリー王国へ逃亡すると、ハンガリー王ベーラ4世は彼らを自国民とみなし、住む土地を与えた。その代償として、コチャンと彼の率いる人々は、それまでのテングリ崇拝からキリスト教へと改宗し、ハンガリー王国の忠実な国民であることを求められた。歴史的史料から、コチャンは1239年に洗礼を受けたことが知られている。また、コチャンの娘の一人（洗礼名エルジェーベト）は、後にイシュトヴァーン5世となる、ベーラ4世の子と結婚した。
その後でさえ、ハンガリーの貴族はポロヴェツ族に対して不信感を抱いていた。コチャンはモヒの戦い以前に、息子たちと共にペシュトで殺された。敬愛する指導者の死の後、ポロヴェツ族は略奪を行い、キリスト教を捨ててブルガリア帝国のカリマン1世の元へと去っていった。

## 子
コチャンの子には以下の人物がいる。
- マリヤ：ルーシの公ムスチスラフと結婚。
- エルジェーベト：ハンガリー王イシュトヴァーン5世と結婚。
- 娘：バザルヌ領主ナルジョ・ド・トゥシーと結婚[注 2]。